# Tiobly
Tiobly  è una città e sottoprefettura della Costa d'Avorio appartenente al dipartimento di Toulépleu. Conta una popolazione di 4 965 abitanti (censimento 2014).